# حمله اکتبر ۲۰۱۷ پکتیا
حمله اکتبر ۲۰۱۷ پکتیا در روز سه شنبه ۱۷ اکتبر در جنوب‌ شرقی افغانستان به وقوع پیوست؛ که منجر به کشته شدن دست کم ۷۲نفر و زخمی شدن ۱۷۰ نفر شد. این حملات به مرکز فرماندهی پلیس در گردیز ولایت پکتیا و در نزدیکی یکی از مراکز نیروهای امنیتی در غزنی ولایت همجوار پکتیا بوده‌است. طالبان مسئولیت یکی از حملات را برعهده گرفته و متهم به انجام حمله دیگر است.

## جزئیات حمله
حملات با استفاده از خودروهای بمب‌گذاری‌شده، یکی در مرکز فرماندهی پلیس در گردیز، ولایت پکتیا آغاز شد. سپس میان مهاجمان و نیروهای امنیتی درگیری رخ داده‌است که بعد از چند ساعت درگیری ۵ مهاجم کشته شدند، تعداد کل مهاجمین ۱۱ نفر بوده‌است.
حمله دیگری نیز در شهر اندر در ولایت غزنی، ولایت هم‌جوار پکتیا، صورت گرفته‌است، این حمله که حوالی ساعت یک نیمه‌شب سه‌شنبه با انفجار یک خودرو بمب‌گذاری شده در نزدیکی یکی از مراکز نیروهای امنیتی شروع و سپس حمله به داخل مجتمع ادامه داشته‌است.

## تلفات و خسارات
در حمله پکتیا دست‌کم ۴۲ نفر کشته و ۱۶۰ نفر زخمی شده‌اند، ۲۲ تن از کشته شدگان نیروهای پلیس و ۲۰ تن غیرنظامی بودند. توریال عبدیانی، رئیس پلیس ولایت پکتیا، در این حمله کشته شده‌است.
حمله غزنی به کشته‌شدن دست‌کم ۳۰ نفر، از جمله شماری از نیروهای امنیتی و غیرنظامیان، و زخمی شدن ۱۰ نفر دیگر انجامیده‌است. ۲۵ تن از کشته‌شدگان از نیروهای پلیس و پنج نفر دیگر از غیرنظامیان هستند.

## مسئولیت حمله
طالبان مسئولیت حمله به مرکز فرماندهی پلیس در گردیز، ولایت پکتیا را پذیرفته‌است ولی هنوز به‌طور مستقیم مسئولیتی در مورد حمله غزنی برعهده نگرفته، اما متهم به طراحی و اجرا این حمله می‌باشد.

## پیشینه
چهار ماه قبل مرکز پلیس در پکتیا مورد حمله قرار گرفت که دست‌کم هشت تن از نیروهای پلیس کشته و ۱۰ تن زخمی شدند.